# Робер, Жан Жиль Андре
Жан Жиль Андре Робер (фр. Jean Gilles André Robert; 10 ноября 1755, Пюисегюр — 10 января 1797, Феррара) — французский военачальник, бригадный генерал.

## Биография
Родился в 1755 году в городке Пюисегюр во Французских Пиренеях (ныне — департамент Верхняя Гаронна) в семье простого происхождения. В 1774 году поступил рядовым добровольцем во французскую пехоту. Служил во французской королевской гвардии, к 1789 году достиг чина старшего сержанта. В том же году примкнул к революционерам и участвовал во взятии Бастилии. 
После того, как многие подразделения королевской гвардии были распущены, старший сержант Робер ненадолго вернулся в Пюисегюр, но уже в 1793 году записался добровольцем в Пиренейский легион. Служил в родных Пиренеях, сражаясь с наступающими испанцами, прекрасно зная местность и имея долгий опыт военной службы, оказался весьма полезен Франции. В 1794 году был повышен до временного бригадного генерала, в следующем году утверждён в чине. 
В 1796 году бригадный генерал Робер, создавший себя имя в Пиренеях, вступил в Итальянскую армию генерала Бонапарта командиром 1-й бригады в дивизии Серюрье. Затем он был переведён на такую же должность в дивизию Лагарпа, где возглавил 2-ю бригаду. Отличился в битве при Кастильоне и в сентябре 1796 года был назначен комендантом Феррары.
В ноябре 1796 года в бою при Арколе лично возглавил контратаку на австрийцев во главе 75-й линейно полубригады (полка). Атака Робера увенчалась успехом: ему удалось сбросить австрийские войска с дороги в болото. Затем он преследовал австрийцев до самого Аркольского моста, около которого упал, раненый несколько раз. 
Раненого генерала Робера перевезли в Феррару, где он скончался. 